# Po cichu i w sekrecie
Po cichu i w sekrecie (hindi: चोरी चोरी चुपके चुपके / Chori Chori Chupke Chupke, urdu: چوری چوری چپکے چپکے) – indyjski dramat miłosny z 2001 w reżyserii braci Abbas-Mustan, twórców m.in. Ryzykanta (1993) czy 36 China Town (2006). W rolach głównych wystąpili w filmie Salman Khan, Rani Mukerji i Preity Zinta. 
Zapewne pierwszy indyjski film poruszający kontrowersyjny temat zapewnienia sobie potomstwa przy wykorzystaniu matki zastępczej. Mówi też o cenie, jaką płacą za to wszyscy troje: spragnione dzieci małżeństwo i ofiarowująca im własne dziecko kobieta. To film o poświęceniu jako najwyższym wymiarze miłości.

## Obsada
- Salman Khan – Raj Malhotra – Nagroda Z-Gold Bollywood za najlepszą rolę
- Rani Mukerji – Priya Malhotra
- Preity Zinta – Madhubala (Madhu) – nominacja do Nagrody Filmfare dla Najlepszej Aktorki Drugoplanowej
- Amrish Puri – Kailashnath Malhotra
- Dalip Tahil – Ranjit Malhotra
- Farida Jalal – Asha Malhotra
- Prem Chopra – Dr. Balraj Chopra
- Johnny Lever – Pappu Bhai

## Piosenki
Muzykę do filmu skomponował Anu Malik, twórca muzyki do takich filmów jak: Duma i uprzedzenie, Biwi No.1, Zakochać się jeszcze raz, Umrao Jaan, Fida, Jestem przy tobie, Aśoka Wielki, Fiza, Refugee, Akele Hum Akele Tum, Na drodze miłości, Cuda się zdarzają, Ryzykant, Król serca i Sobowtór.
- Chori Chori Chupke Chupke
- Dekhne Walon Ne
- No. 1 Punjabi
- Diwani Diwani
- Diwana Hai Yeh Man
- Love You Love You Bolo
- Mehndi Mehndi
- Dulhan Ghar Aayi